# Wahlen zum Senat der Vereinigten Staaten 1788 und 1789
Die Wahlen zum Senat der Vereinigten Staaten 1788 und 1789 zum 1. Kongress der Vereinigten Staaten fanden zu verschiedenen Zeitpunkten statt. Vor der Verabschiedung des 17. Zusatzartikels wurden die Senatoren nicht direkt gewählt, sondern von den Parlamenten der Bundesstaaten bestimmt.
Da es sich um die ersten Wahlen zum Senat handelte, wurden anders als später alle Senatoren gewählt, nicht nur ein Drittel des Senats. Die Zugehörigkeit der Senatoren zu den Klassen wurde nach der Wahl festgelegt. Welche der Klassen eine Amtszeit von zwei, vier bzw. sechs Jahren erhalten sollte, wurde anschließend durch Los bestimmt. Da North Carolina und Rhode Island die Verfassung noch nicht ratifiziert hatten und der Staat New York sein Parlament noch nicht gewählt hatte, wurden zunächst nur die zwanzig Senatoren der anderen zehn Staaten bestimmt. New York wählte seine Senatoren im Juli 1789, North Carolina im November 1789, Rhode Island im Juli 1790.
Da es noch keine Parteien gab, werden die Senatoren nach ihrem Abstimmungsverhalten in Unterstützer (Pro-Administration Party, später Föderalistische Partei) und Gegner (Anti-Administration Party) der Regierung George Washingtons unterschieden. Nach dieser Einteilung gingen zunächst 13 Sitze an Unterstützer der Regierung, 7 an ihre Gegner. Nach den Wahlen in New York und North Carolina wuchs die Mehrheit der Regierungsunterstützer auf 17 zu 7, nach der Wahl in Rhode Island 1790 ergab sich ein Stimmenverhältnis von 18 zu 8.

## Ergebnisse

### Wahlen zum 1. Kongress
Der Kongress trat am 4. März 1789 erstmals mit 20 Senatoren zusammen. Die Senatoren der Klasse I waren bis zum 3. März 1791 gewählt, die der Klasse II bis zum 3. März 1793 und die der Klasse III für eine volle Amtszeit bis zum 3. März 1795.
| Staat          | Datum         | Klasse     | Ergebnis                   | Neuer Senator          |
| -------------- | ------------- | ---------- | -------------------------- | ---------------------- |
| Connecticut    | 16. Okt. 1788 | Klasse I   | Unterstützer der Regierung | Oliver Ellsworth       |
| Connecticut    | 16. Okt. 1788 | Klasse III | Unterstützer der Regierung | William Samuel Johnson |
| Delaware       | 25. Okt. 1788 | Klasse I   | Unterstützer der Regierung | George Read            |
| Delaware       | 25. Okt. 1788 | Klasse II  | Gegner der Regierung       | Richard Bassett        |
| Georgia        | 17. Jan. 1789 | Klasse II  | Gegner der Regierung       | William Few            |
| Georgia        | 17. Jan. 1789 | Klasse III | Gegner der Regierung       | James Gunn             |
| Maryland       | 10. Dez. 1788 | Klasse I   | Unterstützer der Regierung | Charles Carroll        |
| Maryland       | 10. Dez. 1788 | Klasse III | Unterstützer der Regierung | John Henry             |
| Massachusetts  | 24. Nov. 1788 | Klasse I   | Unterstützer der Regierung | Tristram Dalton        |
| Massachusetts  | 24. Nov. 1788 | Klasse II  | Unterstützer der Regierung | Caleb Strong           |
| New Hampshire  | 3. Jan. 1789  | Klasse II  | Gegner der Regierung       | Paine Wingate          |
| New Hampshire  | 12. Nov. 1788 | Klasse III | Unterstützer der Regierung | John Langdon           |
| New Jersey     | 25. Nov. 1788 | Klasse I   | Unterstützer der Regierung | Jonathan Elmer         |
| New Jersey     | 25. Nov. 1788 | Klasse II  | Unterstützer der Regierung | William Paterson       |
| Pennsylvania   | 30. Sep. 1788 | Klasse I   | Gegner der Regierung       | William Maclay         |
| Pennsylvania   | 30. Sep. 1788 | Klasse III | Unterstützer der Regierung | Robert Morris          |
| South Carolina | 22. Jan. 1789 | Klasse II  | Unterstützer der Regierung | Pierce Butler          |
| South Carolina | 22. Jan. 1789 | Klasse III | Unterstützer der Regierung | Ralph Izard            |
| Virginia       | 8. Nov. 1788  | Klasse I   | Gegner der Regierung       | William Grayson        |
| Virginia       | 8. Nov. 1788  | Klasse II  | Gegner der Regierung       | Richard Henry Lee      |

### Wahlen während des 1. Kongresses
Die Gewinner dieser Wahlen wurden nach dem 4. März 1789 in den Senat aufgenommen, also während des 1. Kongresses. Die Wahlen in New York fanden verspätet statt, North Carolina und Rhode Island hatten bei Zusammentritt des Kongresses die Verfassung noch nicht retifiziert und wählten daher ebenfalls später, Rhode Island sogar erst 1790. Die Senatoren der Klasse I waren bis zum 3. März 1791 gewählt, die der Klasse II bis zum 3. März 1793 und die der Klasse III für eine volle Amtszeit bis zum 3. März 1795.
| Staat          | Datum         | Klasse     | Ergebnis                            | Neuer Senator    |
| -------------- | ------------- | ---------- | ----------------------------------- | ---------------- |
| New York       | 16. Juli 1789 | Klasse I   | Zugewinn Unterstützer der Regierung | Philip Schuyler  |
| New York       | 16. Juli 1789 | Klasse III | Zugewinn Unterstützer der Regierung | Rufus King       |
| North Carolina | 27. Nov. 1789 | Klasse II  | Zugewinn Unterstützer der Regierung | Samuel Johnston  |
| North Carolina | 27. Nov. 1789 | Klasse III | Zugewinn Unterstützer der Regierung | Benjamin Hawkins |

## Einzelstaaten
In allen Staaten wurden die Senatoren durch die Parlamente gewählt, wie durch die Verfassung der Vereinigten Staaten vor der Verabschiedung des 17. Zusatzartikels vorgesehen. Das Wahlverfahren bestimmten die Staaten selbst, es war daher von Staat zu Staat unterschiedlich. Teilweise tagten Senat und Repräsentantenhaus gemeinsam, teilweise war in beiden Häusern getrennt jeweils eine Mehrheit nötig. Manche Staaten bestimmten beide Senatoren in einer Abstimmung, so dass jeder Abgeordnete zwei Stimmen hatte (allerdings ohne die Möglichkeit zu Kumulieren), teilweise wurden getrennte Abstimmungen durchgeführt. Aus den Quellen ergibt sich zum Teil nur, wer gewählt wurde, aber nicht wie.

### Connecticut
Als erste Senatoren für Connecticut wurden am 16. Oktober 1788 Oliver Ellsworth und William Samuel Johnson vom Parlament des Staates gewählt. Beide unterstützten die Regierung George Washingtons.

### Delaware
Als erste Senatoren für Delaware wurden am 25. Oktober 1788 George Read und Richard Bassett vom Parlament des Staates gewählt. Read unterstützte die Regierung George Washingtons, Bassett war zunächst Gegner der Regierung, unterstützte diese aber später. Da die ersten Senatoren üblicherweise alphabetisch sortiert werden, gilt Basset als der Senator mit der höchsten Seniorität aller je gewählten Senatoren der USA.

### Georgia
Als erste Senatoren für Georgia wurden am 17. Januar 1789 William Few und James Gunn vom Parlament des Staates gewählt. Beide waren Gegner der Regierung George Washingtons.

### Maryland
Als erste Senatoren für Maryland wurden am 10. Dezember 1788 Charles Carroll und John Henry vom Parlament des Staates gewählt. Beide unterstützten die Regierung George Washingtons.
Die gemeinsame Versammlung von Senat und Abgeordnetenhaus hatte beschlossen, dass je ein Senator die West- und die Ostküste des Staates vertreten sollte. Für die Westküste wurden Charles Carroll und Uriah Forrest nominiert. Im ersten Wahlgang erhielt Forrest 41 und Carroll 40 der 83 Stimmen, womit beide die absolute Mehrheit verfehlten. Ein zweiter Wahlgang endete 41 zu 41, im dritten Wahlgang lag Carroll mit 42 zu 39 Stimmen knapp vorne. Für die Ostküste waren George Gale und John Henry nominiert. Hier war der erste Wahlgang noch knapper, beide Kandidaten erhielten jeweils 41 Stimmen. Den zweiten Wahlgang konnte Henry dann mit 42 zu 40 Stimmen für sich entscheiden.

### Massachusetts
Im ersten Wahlgang stimmten 201 Abgeordnete des Repräsentantenhauses ab, die absolute Mehrheit lag also bei 101 Stimmen. Jeder Abgeordnete konnte für zwei Kandidaten stimmen, da beide Senatssitze zu besetzen waren. Im ersten Wahlgang am 24. November 1788 erhielt Caleb Strong 152 Stimmen, Charles Jarvis erhielt 79, Theodore Sedgwick 67 und John Lowell 56, die anderen Stimmen verteilten sich auf andere Kandidaten. Strong wurde anschließend vom Senat bestätigt und damit der erste Senator für Massachusetts.
Da keiner der anderen Kandidaten die erforderliche Mehrheit erhalten hatte, wurden weitere Wahlgänge nötig. Jarvis zog seine Kandidatur zurück, nachdem er zweimal die meisten, aber nicht ausreichend viele Stimmen erhalten hatte. Eine Vertagung fand keine Mehrheit, und im siebten Wahlgang erhielt schließlich Tristram Dalton 78 von nur noch 145 Stimmen und war damit ebenfalls gewählt.  Zu den Kandidaten, die die Mehrheit verfehlten, zählten unter anderen Azor Orne und Nathan Dane. Beide gewählte Senatoren unterstützten die Regierung George Washingtons.

### New Hampshire
Am 11. November 1788 wählte das Repräsentantenhaus von New Hampshire John Langdon mit 60 Ja- gegen 2 Neinstimmen, was am Folgetag vom Senat bestätigt wurde. Langdon gilt als Unterstützer der Regierung Washington. Am 12. November wählte das Repräsentantenhaus Nathaniel Peabody mit 40 zu 36 Stimmen, dieser erhielt im Senat jedoch nur zwei Stimmen bei acht Gegenstimmen. Anschließend wurde Josiah Bartlett vom Senat des Staates gewählt, was das Repräsentantenhaus mit 61 gegen 16 Stimmen bestätigte.
Bartlett nahm die Wahl jedoch nicht an, so dass das Repräsentantenhaus in seiner nächsten Sitzung am 1. Januar 1789 erneut eine Wahl abhielt. In dieser wurde Paine Wingate mit 58 gegen 26 Stimmen gewählt und am 3. Januar vom Senat bestätigt. Wingate war als Föderalist bekannt, da er sich für die Ratifizierung der Verfassung eingesetzt hatte, galt aber als Gegner der Regierung.

### New Jersey
Die Senatoren für New Jersey wurden am 25. November 1788 in einer gemeinsamen Abstimmung der General Assembly und des Legislative Council bestimmt, das der Vorläufer des Senats von New Jersey war. Jeder Abgeordnete hatte zwei Stimmen, die absolute Mehrheit lag damit bei 26. William Paterson erhielt 45 Stimmen, 12 im Council und 33 in der Assembly, Jonathan Elmer erhielt 29 (Council 7, Assembly 22), Abraham Clark 19 (Council 3, Assembly 16) und Elias Boudinot 7 (Council 2, Assembly 5). Paterson und Elmer waren damit gewählt. Beide unterstützten die Regierung George Washingtons.

### New York
Als erste Senatoren für New York wurden am 25. und 27. Juli 1789 Philip Schuyler und Rufus King vom Parlament des Staates gewählt. Beide unterstützten die Regierung George Washingtons.

### North Carolina
Da North Carolina die Verfassung erst am 21. November 1789 ratifiziert hatte, wurden seine ersten Senatoren erst am 27. November 1789 vom Parlament des Staates gewählt. Dies waren Samuel Johnston und Benjamin Hawkins Beide unterstützten die Regierung George Washingtons.

### Pennsylvania
Als erste Senatoren für Pennsylvania wurden am 30. September 1788 William Maclay und Robert Morris vom Parlament des Staates gewählt. Morris unterstützte die Regierung, Maclay war ihr Gegner.

### Rhode Island
Da Rhode Island die Verfassung erst am 29. Mai 1790 ratifizierte, nahm es an der ersten Kongresswahl nicht teil. Seine ersten Senatoren wurden erst 1790 bestimmt.

### South Carolina
Als erste Senatoren für South Carolina wurden am 22. Januar 1789 Pierce Butler und Ralph Izard vom Parlament des Staates gewählt. Beide unterstützten die Regierung George Washingtons.

### Virginia
Die Senatoren für Virginia wurden am 8. November 1788 gewählt. Die 162 Abgeordneten konnten jeweils für zwei Kandidaten stimmen. Viele Anhänger von James Madison gaben ihre zweite Stimme jedoch verschiedenen nicht nominierten Kandidaten, um die Wahl Madisons sicherzustellen. Dies misslang jedoch, da Madison nur 77 Stimmen erhielt, also weniger als die benötigte absolute Mehrheit von 83. Gewählt wurden William Grayson mit 98 Stimmen und Richard Henry Lee mit 86 Stimmen. Beide waren Gegner der Regierung George Washingtons.